# 莱塞格利索特和沙洛尔
莱塞格利索特和沙洛尔（法語：Les Églisottes-et-Chalaures，法語發音：[le.z‿eɡlizɔt e ʃaloʁ]）是法国吉伦特省的一个市镇，位于该省东北部，属于利布尔讷区。

## 地理
莱塞格利索特和沙洛尔（45°5'59"N, 0°2'15"W）面积17.16 平方千米，位于法国新阿基坦大区吉倫特省，该省份为法国西南部沿海省份，是法國本土面积最大的省，北起滨海夏朗德省，西临大西洋，南至朗德省，东南接洛特-加龍省，东临多爾多涅省。
与莱塞格利索特和沙洛尔接壤的市镇（或旧市镇、城区）包括：拉巴尔德、拉罗什沙莱、沙马代勒、勒菲约、莱潘蒂尔、圣克里斯托夫德杜布尔。

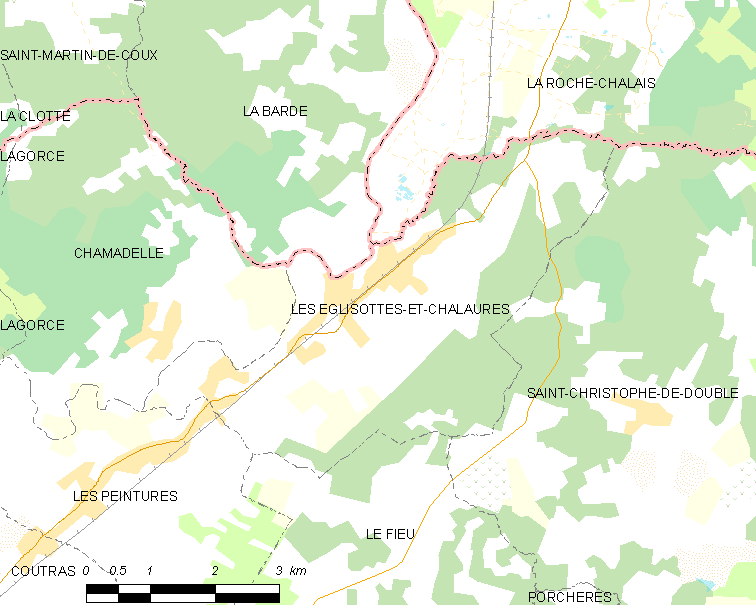
莱塞格利索特和沙洛尔的OSM定位图

莱塞格利索特和沙洛尔的时区为UTC+01:00、UTC+02:00（夏令时）。

## 行政
莱塞格利索特和沙洛尔的邮政编码为33230，INSEE市镇编码为33154。

## 政治
莱塞格利索特和沙洛尔所属的省级选区为北利布尔奈县。

## 人口

1962-2008年间莱塞格利索特和沙洛尔人口变化图示

莱塞格利索特和沙洛尔于2022年1月1日时的人口数量为2172人。